# صدیق آباد
صدیق آباد روستایی است از توابع بخش مرکزی شهرستان ارومیه استان آذربایجان غربی ایران است. این روستا در مرکز دهستان باراندوز قرار دارد.
| کشور    | ایران                   |
| استان   | آذربایجان غربی          |
| شهرستان | ارومیه                  |
| بخش     | بخش مرکزی               |
| ------- | ----------------------- |
| دهستان  | باراندوزچاي             |
| جمعیت   | 87نفر                   |
| زبان    | کردی                    |
| دین     | سنی                     |
| روحانی  | ماموستا سامی پورابراهیم |

## اقتصاد و معیشت
https://fa.wikipedia.org/w/index.php?title=%D8%AD%D8%B3%D9%88%DA%A9%D9%86%D8%AF%DB%8C&diff=prev&oldid=39898583#/map/0

## زبان محلی
مردم این روستا به زبان کردی صحبت میکنند.

## جمعیت
این روستا در دهستان باراندوز قرار داشته و اکنون 17 خانوار و جمعیتی نزدیک به 90 نفر دارد